# IC 2325
IC 2325 је ознака објекта на координатама са ректансцензијом 8h 22m 8,7s и деклинацијом + 18° 54" 42'. Открио га је Макс Волф, 13. фебруара 1901. Каснијим посматрањима на том положају није уочен никакав астрономски објекат.